# Ropaži kommun
Ropažu novads är en kommun i Lettland. Den ligger i den centrala delen av landet, 30 km öster om huvudstaden Riga. Antalet invånare är 6 832. Arean är 322 kvadratkilometer. Ropažu novads gränsar till Garkalnes novads, Inčukalna novads, Siguldas novads, Mālpils novads, Ogres novads, Ikšķiles Novads, Salaspils Novads och Stopiņu novads.
Följande samhällen finns i Ropažu novads:
- Ropaži
- Zaķumuiža